# Primož Ramovš
Primož Ramovš (Ljubljana, 20 maart 1921 - aldaar, 1999) was een Sloveens componist, muziekpedagoog en organist.

## Levensloop
Ramovš studeerde van 1935 tot 1941 aan de Muziek-Akademie Ljubljana in Ljubljana (Sloveens: Akademija za glasbo) bij onder anderen Slavko Osterc (1895–1941). Vervolgens (1941) studeerde hij aan de Accademia Musicale Chigiana in Siena bij Vito Frazzi en aan de Accademia Nazionale di Santa Cecilia in Rome bij Goffredo Petrassi en Alfredo Casella van 1941 tot 1943.
In 1945 werd hij docent aan de Sloveense Academie voor Wetenschappen en Kunsten (Znanstvenoraziskovalni center SAZU) in Ljubljana en werd aldaar in 1952 directeur. Eveneens doceerde hij aan het Conservatorium Ljubljana in Ljubljana (Sloveens: Ljubljanski glasbeni konservatorij) van 1948 tot 1964.
Hij was organist aan de Kathedraal te Ljubljana en de Franziskanen- en Ursulinen-kerk aldaar.
Als componist schreef hij aanvankelijk in de neo-klassieke stijl, maar later werkte hij ook in het serialisme en andere moderne compositietechnieken en behoorde daarmee tot de Sloveense avant-garde.
Zijn zoon Klemen Ramovš is een in Slovenië bekende fluitist.

## Composities

### Werken voor orkest

#### Symfonieën
- 1940 Symfonie nr. 1
- 1943 Symfonie nr. 2
- 1948 Symfonie nr. 3
- 1951 Sinfonietta
- 1968 Simfonija '68 - Symfonie nr. 4
- 1970 Simfonija med klavirjem in orkestrom - Symfonie nr. 5, voor piano en orkest
- 1995 Simfonija Pietà - Symfonie nr. 6

#### Concerten voor instrumenten en orkest
- 1961 Concert, voor viool, altviool en orkest
- 1969 Nasprotja, voor dwarsfluit en orkest
- 1973 Echoes, voor dwarsfluit en orkest
- 1984 Concerto profano, voor orgel en orkest
- 1985 Concert, voor trompet en orkest
- Concerto Doppio, voor blokfluit en orkest
- Odmevi, voor dwarsfluit en orkest
- Signali, voor piano en kamerorkest

#### Andere werken voor orkest
- 1943 3e Divertimento, voor strijkorkest
- 1955 Musiques funèbres, voor orkest
- 1963 Transformacije (Transformaties), voor 2 altviolen en 10 strijkers
- 1964 Profiles, voor orkest
- 1964 The Parallels, voor piano en strijkorkest
- 1966 Contrasts, voor dwarsfluit en orkest
- 1967 Antiparallels, voor orkest
- 1986 Kolovrat, voor strijkorkest
- 1991 Per aspera ad astra, symfonisch gedicht voor orkest
- Organophony, voor orkest

### Werken voor harmonieorkest
- 1990 Nekoliko drugace, voor harmonieorkest

### Kamermuziek
- 1937 Kwintet nr. 1, voor blazers
- 1958 Skice (Schetsen), voor altviool en piano
- 1959 Nokturno (Nocturne), voor altviool en piano
- 1959 Kwintet nr. 2, voor blazers
- 1959 Sonatina, voor hoorn en piano
- 1963 Enneaphonia, voor kamerensemble
- 1964 Aforizmi (Aforismen), voor altviool en piano
- 1965 Echoes, voor 4 klarinetten, 4 hoorns en 4 slagwerkers
- 1966 Contrasts, voor viool, cello en piano
- 1968 Oscillaties, voor harp en kamerensemble
- 1969 Triptychon, voor strijkkwartet
- 1970 Colloquium, voor harp en strijkkwartet
- 1971 Syntheses, voor hoorn en ensemble
- 1972 Themè donnè, voor trombone en ensemble
- 1974 Antworten/Answers, voor blaaskwintet
- 1974 Con Sordino, voor trompet, trombone en piano
- 1977 Reminiscences 37-77, voor viool, altviool en cello
- 1985 Nokturno, voor 4 dwarsfluiten
- 1986 Kantilena, voor viool en orgel
- 1986 Viribus Unitis, voor viool, gitaar en accordeon
- 1995 D-S, voor klarinet en piano
- 1995 Dovolj za zdaj, voor cello en piano
- Impulzi, voor hobo en harp
- Invokacija, voor klarinet en piano
- Ironica, voor dwarsfluit, contrabas en piano
- Koncert za kontrabasovsko tubo in klavir (Concert voor (contrabas-)tuba en piano)
- Saxophonia, voor saxofoonkwartet
- Sest miniatur (Zes miniaturen), voor hobo, klarinet en fagot
- Sonata, voor klarinet en piano
- Sonatina, voor klarinet en piano
- Sta-Spar-Eck, voor dwarsfluit, basklarinet en piano

### Werken voor orgel
- 1967 Inventiones Pastorales
- 1971 Acuta
- 1984 Concerto profano, voor orgel en orkest
- Choralvorspiel nr. 1
- Fanfara

### Werken voor piano
- 1955 Miniatur za klavir
- 1960 Variaties
- 1961 Pentektasis
- 1961 Kontraste/Contrasts, voor drie piano's
- Sarkazmi

### Werken voor harp
- 1973 Improvisaties, voor harp
- Drei Gedanken, voor harp (opgedragen aan de harpiste Mojca Zlobko Vajgl)

### Werken voor gitaar
- 1967 Twee Nocturnes

### Werken voor accordeon
- For Accordion

## Publicaties
- Historiat in ustroj Biblioteke Slovenske akademije znanosti in umetnosti (Die Entstehungsgeschichte und Struktur der Slowenischen Akademie der Wissenschaften und Künste). Ljubljana, 1951.
- Biblioteka in publikacije Slovenske akademije znanosti in umetnosti v letih 1938-1951 (Die Bibliothek und die Publikationen der Slowenischen Akademie der Wissenschaften und Künste in den Jahren 1938 bis 1951). Ljubljana: slovenska akademija znanosti in umetnosti, 1952.
- Biblioteka Slovenske akademije znanosti in umetnosti: historiat - ustroj - razvoj. (The library of the Slovene academy of sciences and arts: Its history - organisation - development). Ljubljana, 1973.
- Biblioteka SAZU (Die Bibliothek der Slowenischen Akademie der Wissenschaften und Künste). in: Enciklopedija Slovenije (Slowenische Enzyklopädie). Bd 1. Ljubljana 1987, S. 266